# Metaboli
Metaboli est une plate-forme de téléchargement de jeux vidéo sur PC proposant aux internautes des forfaits illimités et la possibilité d’achat à l’unité.

## Historique
Créée en août 2002 en France par Pierre Forest, Thibaut de Robien, Pierre Goubet et Jean-Paul Isambart, la société lance son offre de services en France puis au Royaume-Uni. Suivent dès 2006 l’Allemagne et l’Italie. En mars 2007, Metaboli complète son offre en proposant l’achat de jeux vidéo à l’unité par le biais de son portail GamesPlanet, d’abord disponible en France puis en Allemagne et au Royaume-Uni.
Metaboli possède de multiples partenariats avec des portails internets de fournisseurs d’accès (Orange, SFR, Virgin Media, T-Online), portails généralistes (MSN, AOL), magazines de jeux vidéo (Clubic, Gamekult) et détaillants (Fnac, Game, Micromania). Le catalogue est construit autour de contrats avec des éditeurs de jeux vidéo (Activision, Electronic Arts, Ubisoft, Rockstar Games…).
En septembre 2008, Metaboli s’étend en rachetant la société Gametap, proposant un service d’abonnement similaire aux États-Unis ainsi que des jeux vidéo gratuits en retrogaming notamment.
Le site de Metaboli renvoie en 2016 à GamesPlanet. Cependant, la plateforme et son offre d'abonnement sont toujours actives en Allemagne.